# Zubayr ibn al-Awwam
Az-Zubayr ibn al-Awwam (الزبير بن العوام) (v. 594 - 656) est un compagnon du prophète de l'islam, Mahomet, membre de la tribu de Quraych. Il est mort assassiné, poignardé dans le dos alors qu'il priait. Zubayr a été enterré dans la banlieue de Bassora.
Il n'a pas combattu pendant la bataille du chameau en décembre 656.
Il a participé à toutes les batailles conduites par Mahomet. Il est l'une des dix personnes auxquelles Mahomet a promis le paradis. On l'a appelé « l’apôtre du prophète ».
Deux de ses fils eurent un rôle dans les événements qui marqueront les débuts du califat:
- Abd Allah ibn az-Zubayr, fils de Asmaa bint Abu Bakr
- Urwa ibn az-Zubayr.